# Paul Voelker
Paul Andrew Voelker (nacido en  Plymouth, Minnesota, USA, el 19 de agosto de 1992), es un Lanzador de béisbol profesional, que jugó para los Leones del Caracas en la Liga Venezolana de Béisbol Profesional (LVBP).